# فرانسوا فيليرز
فرانسوا فيليرز (بالفرنسية: François Villiers)‏ (و. 1920 – 2009 م) هو ممثل، ومخرج أفلام، وكاتب سيناريو فرنسي، ولد في باريس، توفي في بولون-بيانكور، عن عمر يناهز 89 عاماً.

## وصلات خارجية
- فرانسوا فيليرز على موقع IMDb (الإنجليزية)
- فرانسوا فيليرز على موقع ألو سيني (الفرنسية)
- فرانسوا فيليرز على موقع أول موفي (الإنجليزية)
- فرانسوا فيليرز على موقع قاعدة بيانات الأفلام السويدية (السويدية)
- فرانسوا فيليرز على موقع قاعدة بيانات الفيلم (الإنجليزية)
- فرانسوا فيليرز على موقع كينوبويسك (الروسية)